# Ламон
Ла̀мон (на италиански и на венециански: Lamon) е малко градче и община в Северна Италия, провинция Белуно, регион Венето. Разположено е на 594 m надморска височина. Населението на общината е 2900 души (към 2014 г.).